# Per Andersson (genealog)
Per Sören Andersson, född 1 september 1961 i Mjölby församling i Östergötlands län, är en svensk skolman, genealog och skriftställare.

## Biografi
Vid 14 års ålder började Per Andersson släktforska, främst om Långarydssläkten. Han har studerat vid Linköpings universitet och Stockholms universitet. Han har arbetat som lärare, gymnasierektor i Mjölby och statlig utbildningsinspektör. Vidare har han varit undervisningsråd i både Statens skolverk och Statens skolinspektion. Regeringskansliet har anlitat honom som sakkunnig.

### Familj
Per Andersson är kusinbarn till skådespelaren Sven-Gunnar Book.

### Sammanställning av skrifter av Per Andersson
- Andersson, Per (2009). Texter: tryckta skrifter 1974-2009 i urval om heraldiska vapen, svenskt namnskick, östgötsk och smålänsk släkt- och personhistoria, Mjölbys lokalhistoria, konstitutionella frågor, utbildningsväsen m m. Stockholm: Draking. Libris 11790698. ISBN 9789187784194

### Urval
- Andersson, Per; Möller Berndt (1979). Sevärdheter i Mjölby kommun. Mjölby: Mjölby kommuns hembygdsråd. Libris 203652
- Andersson, Per; Möller Berndt (1979). Mjölby hembygdsförening och hembygdsgård. Mjölby: Mjölby hembygdsfören. Libris 203654
- Andersson, Per (1980). Mjölbyminnen. Mjölby: Mjölby hembygdsfören. Libris 287821
- Andersson, Per; Möller Berndt (1981). Mjölbybor. Mjölby: Mjölby hembygdsfören. Libris 7755233. ISBN 9186130021
- Andersson, Per (1983). Sveriges kommunvapen. Mjölby: Förf. Libris 2914046
- Andersson, Per; Lindhardt Johan (2006). Långarydssläkten: länsman Anders Jönssons i Långaryd ättlingar under tre sekel. Bd 4 Släktgren E-H (7. utg.). Stockholm: Draking. Libris 10191484. ISBN 9187784173
- Andersson, Per; Lindhardt Johan (2010). Långarydssläkten Bd 5 Våthultsstammen (8. utg.). Stockholm: Draking. Libris 14075220. ISBN 9789187784200

- Andersson, Per (2019). Sveriges kungasläkt: ättlingar till arvmonarkins grundare Gustav Vasa band 1, 2, 3, 4. Stockholm: Drakings bokförlag. Libris cp16r7jh9m3rmrnw. OCLC 1157022501